# Ферчайлд (Вісконсин)
Ферчайлд (англ. Fairchild) — селище (англ. village) в США, в окрузі О-Клер штату Вісконсин. Населення — 450 осіб (2020).

## Географія
Ферчайлд розташований за координатами 44°36′19″ пн. ш. 90°57′24″ зх. д. / 44.60528° пн. ш. 90.95667° зх. д. (44.605253, -90.956739).  За даними Бюро перепису населення США в 2010 році селище мало площу 3,81 км², з яких 3,74 км² — суходіл та 0,07 км² — водойми.

### Клімат
| Клімат : Ферчайлд     | Клімат : Ферчайлд | Клімат : Ферчайлд | Клімат : Ферчайлд | Клімат : Ферчайлд | Клімат : Ферчайлд | Клімат : Ферчайлд | Клімат : Ферчайлд | Клімат : Ферчайлд | Клімат : Ферчайлд | Клімат : Ферчайлд | Клімат : Ферчайлд | Клімат : Ферчайлд | Клімат : Ферчайлд |
| Показник              | Січ.              | Лют.              | Бер.              | Квіт.             | Трав.             | Черв.             | Лип.              | Серп.             | Вер.              | Жовт.             | Лист.             | Груд.             | Рік               |
| Середній максимум, °C | −7,2              | −2,8              | 3,9               | 12,8              | 20,0              | 25,0              | 27,8              | 26,1              | 21,1              | 14,4              | 5,6               | −3,3              | 0,6               |
| Середній мінімум, °C  | −17,8             | −14,4             | −6,7              | 1,1               | 7,2               | 12,2              | 14,4              | 13,3              | 8,3               | 2,2               | −3,9              | −12,8             | 0,0               |
| Норма опадів, мм      | 25                | 20                | 51                | 71                | 91                | 109               | 112               | 99                | 97                | 58                | 48                | 30                | 813               |
| Днів з опадами        | 7                 | 5                 | 8                 | 10                | 11                | 11                | 10                | 9                 | 10                | 9                 | 8                 | 7                 | 105               |
| --------------------- | ----------------- | ----------------- | ----------------- | ----------------- | ----------------- | ----------------- | ----------------- | ----------------- | ----------------- | ----------------- | ----------------- | ----------------- | ----------------- |
| Джерело: Weatherbase  |                   |                   |                   |                   |                   |                   |                   |                   |                   |                   |                   |                   |                   |

## Демографія
Згідно з переписом 2010 року, у селищі мешкало 550 осіб у 227 домогосподарствах у складі 148 родин. Густота населення становила 144 особи/км².  Було 275 помешкань (72/км²).
Расовий склад населення:
| - 94,2 % — білих - 1,6 % — корінних американців - 0,2 % — азіатів - 2,0 % — осіб інших рас |

До двох чи більше рас належало 2,0 %. Частка іспаномовних становила 2,2 % від усіх жителів.
За віковим діапазоном населення розподілялося таким чином: 24,0 % — особи молодші 18 років, 57,6 % — особи у віці 18—64 років, 18,4 % — особи у віці 65 років та старші. Медіана віку мешканця становила 40,0 року. На 100 осіб жіночої статі у селищі припадало 94,3 чоловіків;  на 100 жінок у віці від 18 років та старших — 97,2 чоловіків також старших 18 років.
Середній дохід на одне домашнє господарство  становив 33 816 доларів США (медіана — 29 261), а середній дохід на одну сім'ю — 36 634 долари (медіана — 29 028). Медіана доходів становила 33 472 долари для чоловіків та 24 667 доларів для жінок. За межею бідності перебувало 30,4 % осіб, у тому числі 33,6 % дітей у віці до 18 років та 20,5 % осіб у віці 65 років та старших.
Цивільне працевлаштоване населення становило 250 осіб. Основні галузі зайнятості: виробництво — 28,8 %, освіта, охорона здоров'я та соціальна допомога — 21,6 %, будівництво — 13,2 %, роздрібна торгівля — 12,0 %.